# Sejo
Sejo (ur. 2 listopada 1417, zm. 23 września 1468) – siódmy władca (wang) Korei (Chosŏn) z Dynastii Ri. Objął tron poprzez zamach stanu.

## Życiorys
Urodzony w 1417 roku drugi syn Sejonga Wielkiego, wykazywał się umiejętnością łucznictwa, jazdy konnej i sztuk walki. Był także zdolnym dowódcą wojskowym, choć osobiście nie uczestniczył w wojnach. W 1428 został Wielkim Księciem o imieniu Suyang.
Po śmierci króla Sejonga tron objął brat Suyanga, Munjong, ale wkrótce zmarł w wyniku choroby. Wówczas tron przeszedł dla 12-letniego syna Munjonga, Tanjonga. Nowy król był zbyt młody, aby rządzić krajem, stąd wszystkie sprawy polityczne były kontrolowane przez arystokratę Hwang Po Ina i generała Kim Jong Sŏ.
Suyang otaczał się zaufanymi doradcami. Jeden z nich, nazwiskiem Han, poradził Suyangowi, aby ten dokonał zamachu stanu. W ten sposób 10 listopada 1453 Suyang przejął władzę. W puczu zginął generał Kim Jong Sŏ.
W 1455 roku Suyang zmusił swojego młodego bratanka Tanjonga do abdykacji, stając  się siódmym królem Chosŏn. Przyjął wówczas imię Sejo. W 1456 sześciu wysokich rangą urzędników próbowało obalić Sejo, jednak spiskowcy zostali powstrzymani i straceni.
Sejo panował przez 13 lat, był skutecznym administratorem swojego kraju. Zmarł śmiercią naturalną w 1468.